# Бріалья
Бріалья (італ. Briaglia, п'єм. Briaja) — муніципалітет в Італії, у регіоні П'ємонт, провінція Кунео.
Бріалья розташована на відстані близько 470 км на північний захід від Рима, 80 км на південь від Турина, 27 км на схід від Кунео.
Населення — 330 осіб (2014).
Щорічний фестиваль відбувається 7 вересня. Покровитель — San Magno.

## Демографія
Населення за роками:

Станом на 1 січня 2023 року в муніципалітеті офіційно проживало 8 іноземців з 5 країн, серед них 3 громадяни країн Євросоюзу.

## Сусідні муніципалітети
- Мондові
- Нієлла-Танаро
- Вікофорте